# شیردهی شهوانی
شیردهی شهوانی نوعی شیردهی است که باعث برانگیختگی جنسی می‌شود.